# Eulophia guineensis
Eulophia guineensis là một loài phong lan. Đây là loài đặc trưng của chi Luân lan (Eulophia). Gặp ở đảo Cabo Verde, châu Phi nhiệt đới và bán đảo Arab.

## Hình ảnh

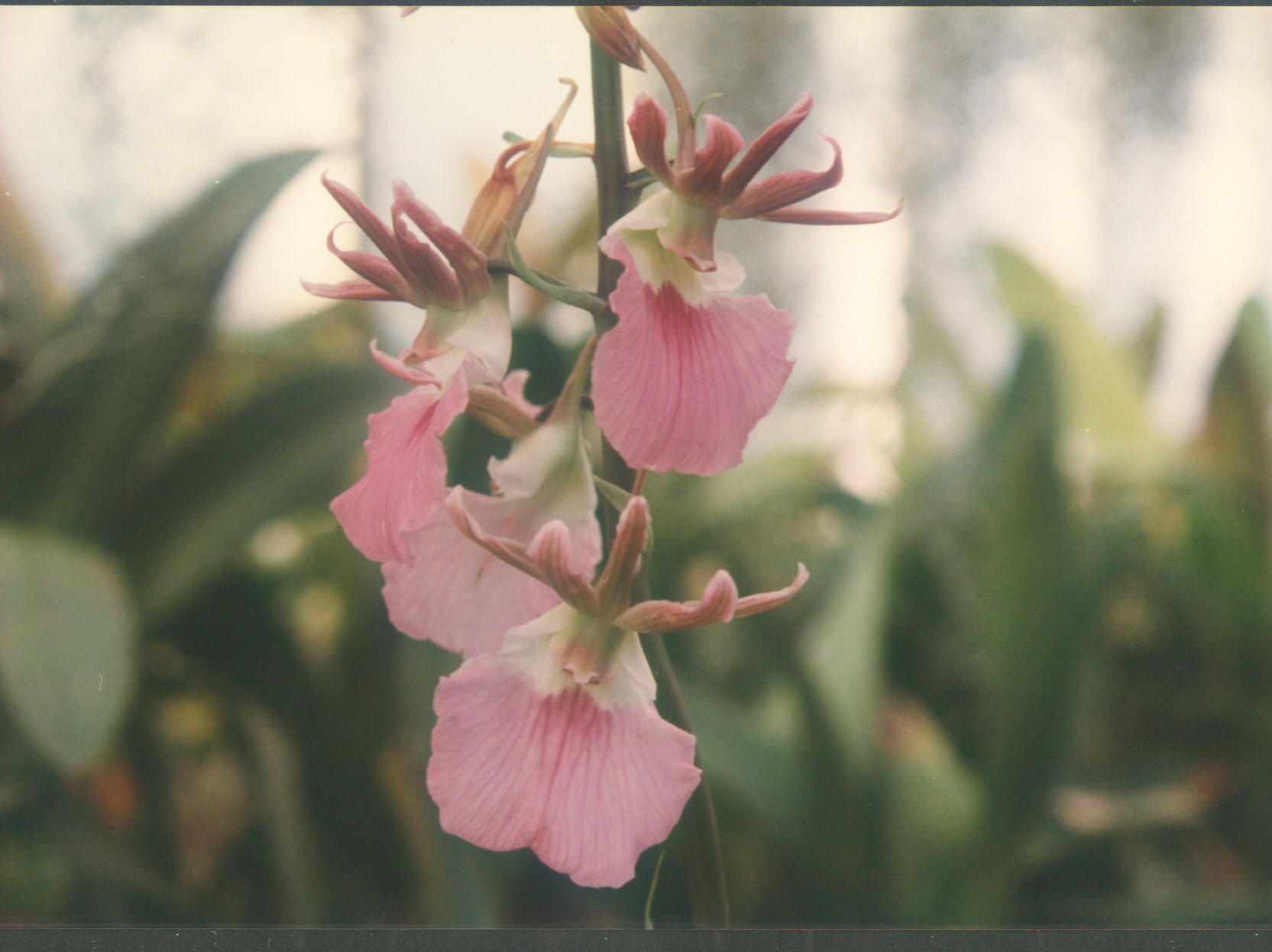
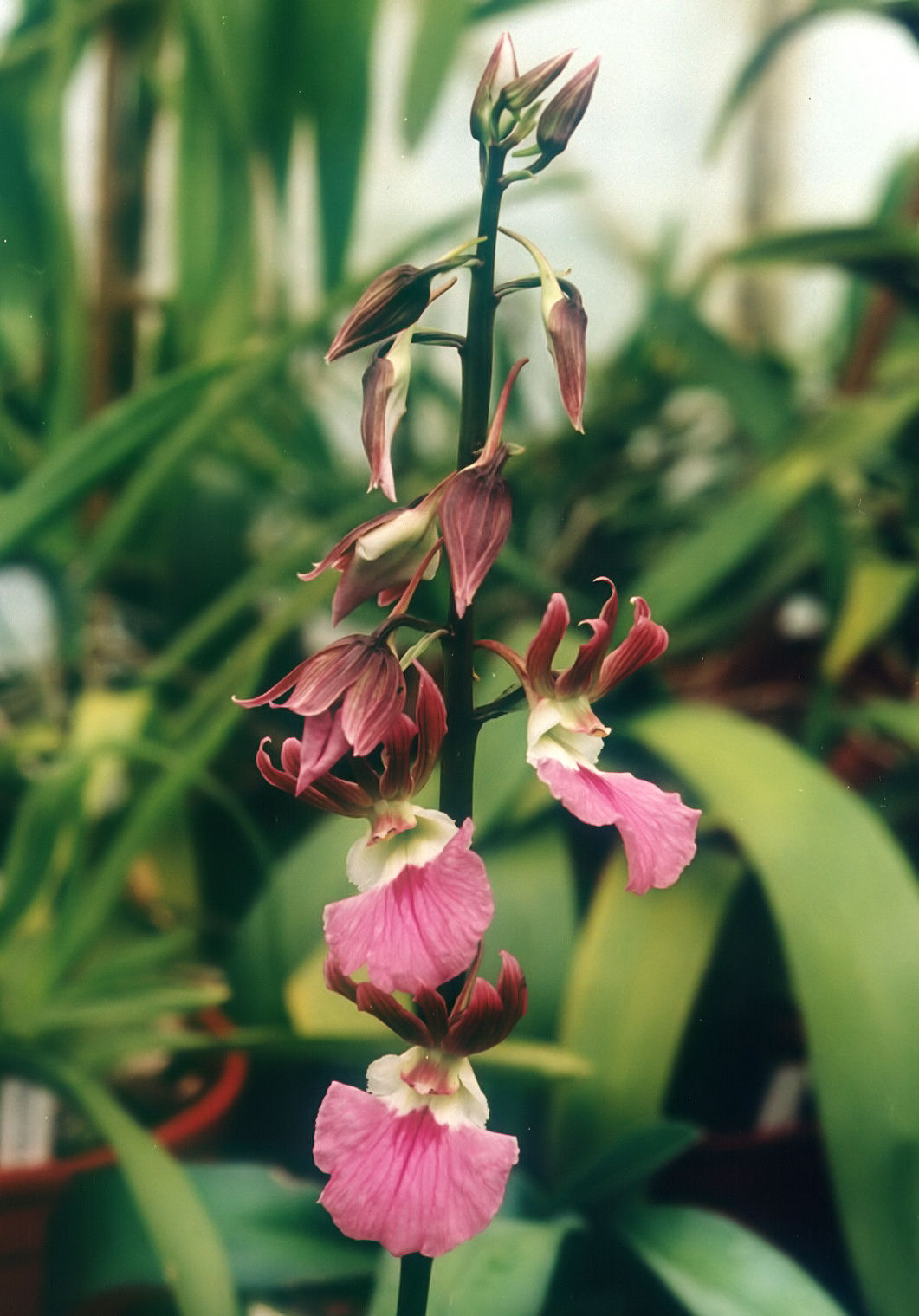
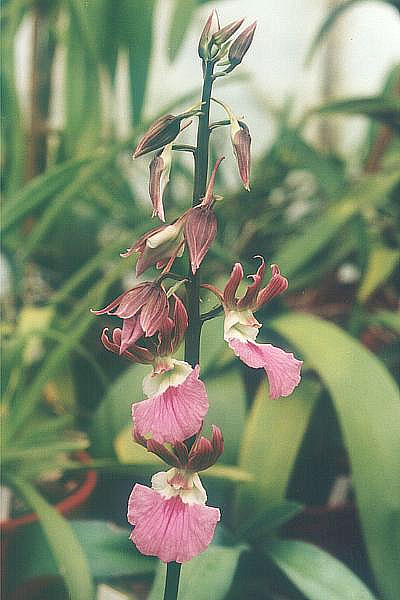